# Oxyartes lamellatus
Oxyartes lamellatus är en insektsart som beskrevs av Kirby 1904. Oxyartes lamellatus ingår i släktet Oxyartes och familjen Diapheromeridae. Inga underarter finns listade i Catalogue of Life.